# A Great Day in Harlem (film)
Pour plus de détails, voir Fiche technique et Distribution.
A Great Day in Harlem est un film américain réalisé par Jean Bach, sorti en 1994.

## Synopsis
Le film s'intéresse à l'histoire de la célèbre photographie du même nom.

## Fiche technique
- Titre : A Great Day in Harlem
- Réalisation : Jean Bach
- Scénario : Jean Bach, Susan Peehl et Matthew Seig
- Photographie : Steve Petropoulos
- Montage : Susan Peehl
- Production : Terrell Braly (producteur délégué)
- Société de production : Flo-Bert, Jean Bach et New York Foundation for the Arts
- Pays :  États-Unis
- Genre : Documentaire
- Durée : 60 minutes
- Dates de sortie : 
  - États-Unis : 27 septembre 1994 (Playboy Jazz Film Festival)
  - États-Unis : 24 février 1995

## Distinctions
Le film a été nommé à l'Oscar du meilleur film documentaire.